# ZX Diskface Quick
ZX Diskface Quick je disketový řadič pro počítač Sinclair ZX Spectrum vyráběný brněnskou společností Dataputer. Jedná se o nástupce řadičů Diskface, ZX Diskface Plus A, ZX Diskface Plus B a ZX Diskface Plus C. ZX Diskface Quick se objevil v roce 1993.
Operačním systémem je systém DP-DOS. Na rozdíl od předcházejících řadičů, ZX Diskface Quick umí číst a zapisovat i na diskety formátu M-DOS a kromě příkazů DP-DOSu umožňuje používat i příkazy disketových jednotek Didaktik 40/80 (syntaxe příkazů viz Rozšířená syntaxe Sinclair BASICu). S těmito disketovými jednotkami ale není úplně kompatibilní. ZX Diskface Quick umožňuje běh operačního systému CP/M.
Programové vybavení obsahuje ovladače pro tiskárny BT100, Epson FX, LX, Epson LQ, Tesla NL 2805 a Robotron K6304.
Pro prezentaci řadiče vytvořil MQM team demo Quick Demo.

## Technické informace
- čip řadiče: Intel 8272A,
- připojení až čtyř disketových jednotek,
- paměť EPROM: až 128 KiB stránkovaná místo ROM počítače po 16 KiB,
- paměť RAM: až 256 KiB,
  - až 128 KiB stránkovaná místo ROM počítače po 16 KiB,
  - až 128 KiB stránkovaná po 32 KiB od adresy 0 do 32767,
- hudební čip: AY-3-8912,
- porty: paralelní port, Kempston joystick, RS-232 (zapojeno jako u ZX Spectra 128K přes AY).